# 小行星1775
小行星1775（1775 Zimmerwald）是一颗围绕太阳公转的小行星。1969年5月13日，保羅·維爾特在齐美尔瓦尔德发现了此天体。
該小行星以其發現地，瑞士的城市齊美爾瓦爾德命名。
这颗小行星的绝对星等为83.77311等。